# Yako
Yako este un oraș din departamentul Yako, Burkina Faso.